# Lista (geslacht)
Lista is een geslacht van vlinders van de familie snuitmotten (Pyralidae), uit de onderfamilie Epipaschiinae.

## Soorten
- L. carniola Hampson, 1916
- L. ficki Christoph, 1881
- L. haraldusalis Walker, 1858
- L. insulsalis Lederer, 1863
- L. plinthochroa West, 1931
- L. sumatrana Hering, 1901
- L. variegata Moore, 1888